# تپه سنان
تپه سنان مربوط به دوران‌های تاریخی پس از اسلام است و در شهرستان بندر گز، بخش نوکنده، روستای تلور واقع شده و این اثر در تاریخ ۱۰ بهمن ۱۳۸۳ با شمارهٔ ثبت ۱۱۳۳۴ به‌عنوان یکی از آثار ملی ایران به ثبت رسیده است.